# DLR Band
| Recensione | Giudizio |
| ---------- | -------- |
| AllMusic   | [ 1 ]    |

DLR Band è il quinto album in studio del cantante statunitense David Lee Roth, pubblicato nel giugno 1998.

## Il disco
Dopo l'insuccesso del precedente Your Filthy Little Mouth, David Lee Roth si presentò con un album dallo stile più asciutto e classico, aiutato dal nuovo chitarrista John Lowery. La critica accolse positivamente il nuovo lavoro, ma le vendite si rivelarono di nuovo deludenti a causa della scarsa promozione pubblicitaria. La copertina del disco presenta un ritratto della modella Bettie Page.

## Tracce
1. "Slam Dunk!" (Roth, Lowery, Marlette)
2. "Blacklight" (Roth, Lowery, Marlette)
3. "Counter-Blast" (Roth, Lowery, Marlette)
4. "Lose the Dress (Keep The Shoes)" (Roth, Kilgore)
5. "Little Texas" (Roth, Lowery, Marlette)
6. "King of the Hill" (Roth, Mike Hartman)
7. "Going Places" (Roth, Kilgore)
8. "Wa Wa Zat!!" (Roth, Lowery, Marlette)
9. "Relentless" (Roth, Lowery, Marlette)
10. "Indeedido" (Roth, Hartman)
11. "Right Tool for the Job" (Roth, Kilgore)
12. "Tight" (Roth, Kilgore)
13. "Weekend With the Babysitter" (Roth, Lowery, Marlette)
14. "Black Sand" (Roth, Kilgore)

## Formazione
- David Lee Roth - voce, armonica
- Mike Hartman - chitarra (nei brani 6, 10)
- John 5 - chitarra (nei brani 1, 2, 3, 5, 8, 9, 13), basso (nei brani 4, 7, 12)
- B'urbon Bob - basso
- Tom Lilly - basso (nei brani 11, 14)
- Terry Kilgore - tastiere, chitarra (nei brani 4, 11, 12)
- Ray Luzier - batteria